# Pajar

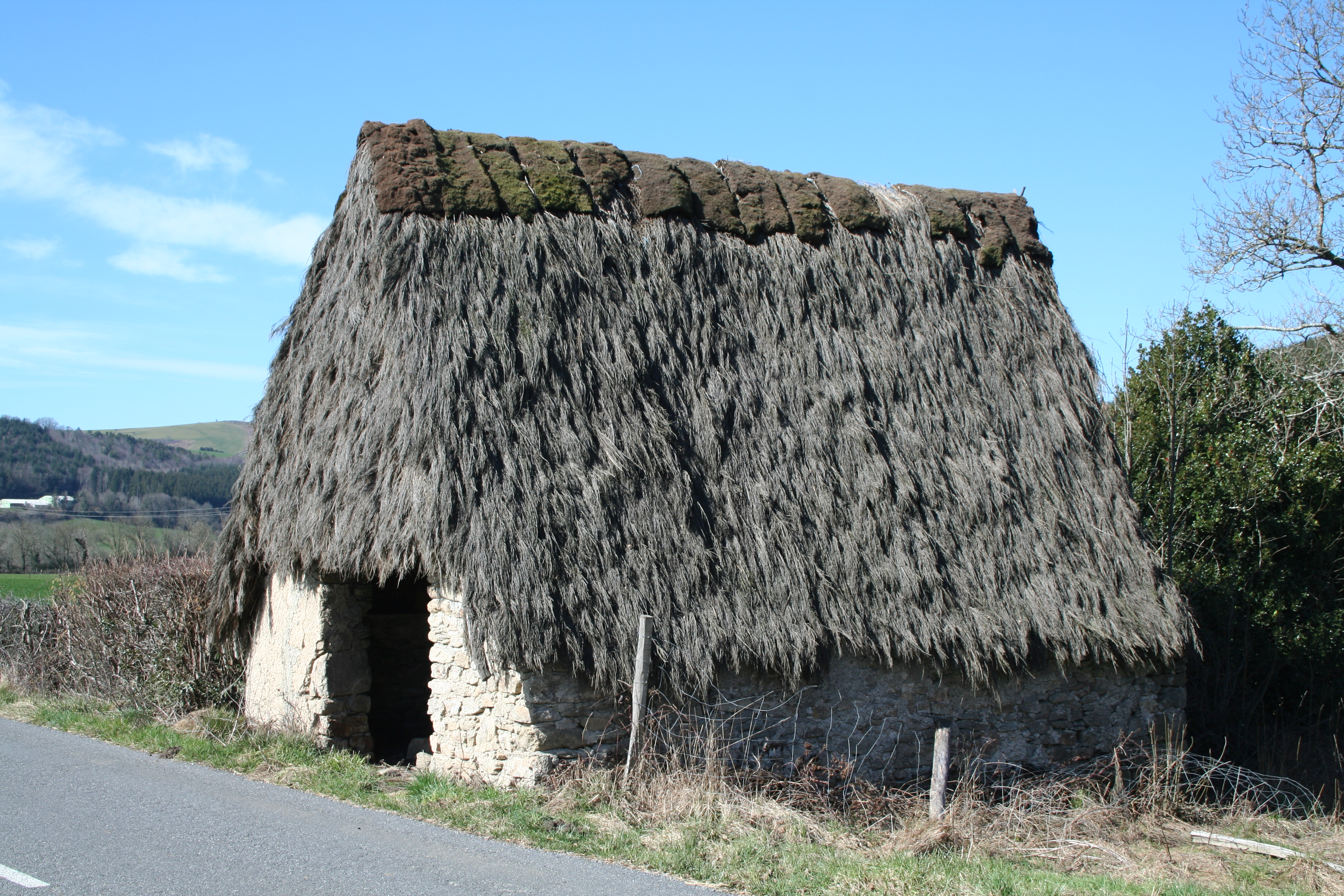
Pajar en el Departamento de Tarn (Francia).

Un pajar es una construcción dedicada exclusivamente al almacenamiento de la paja. Suelen ubicarse los pajares a las afueras de los núcleos rurales (generalmente cercanos a las eras) y de camino a las zonas de estabulación del ganado, existiendo casos en los que se incluyen entre las viviendas. Los pajares son edificaciones que evitan las zonas húmedas, o los vientos, intentando que se conserve seca la paja en el interior. 
Forman parte de los elementos constructivos de la arquitectura popular. Se construían fundamentalmente de tapial pero con el zócalo de piedra para aislar la construcción de los efectos perniciosos de la humedad.

## Características

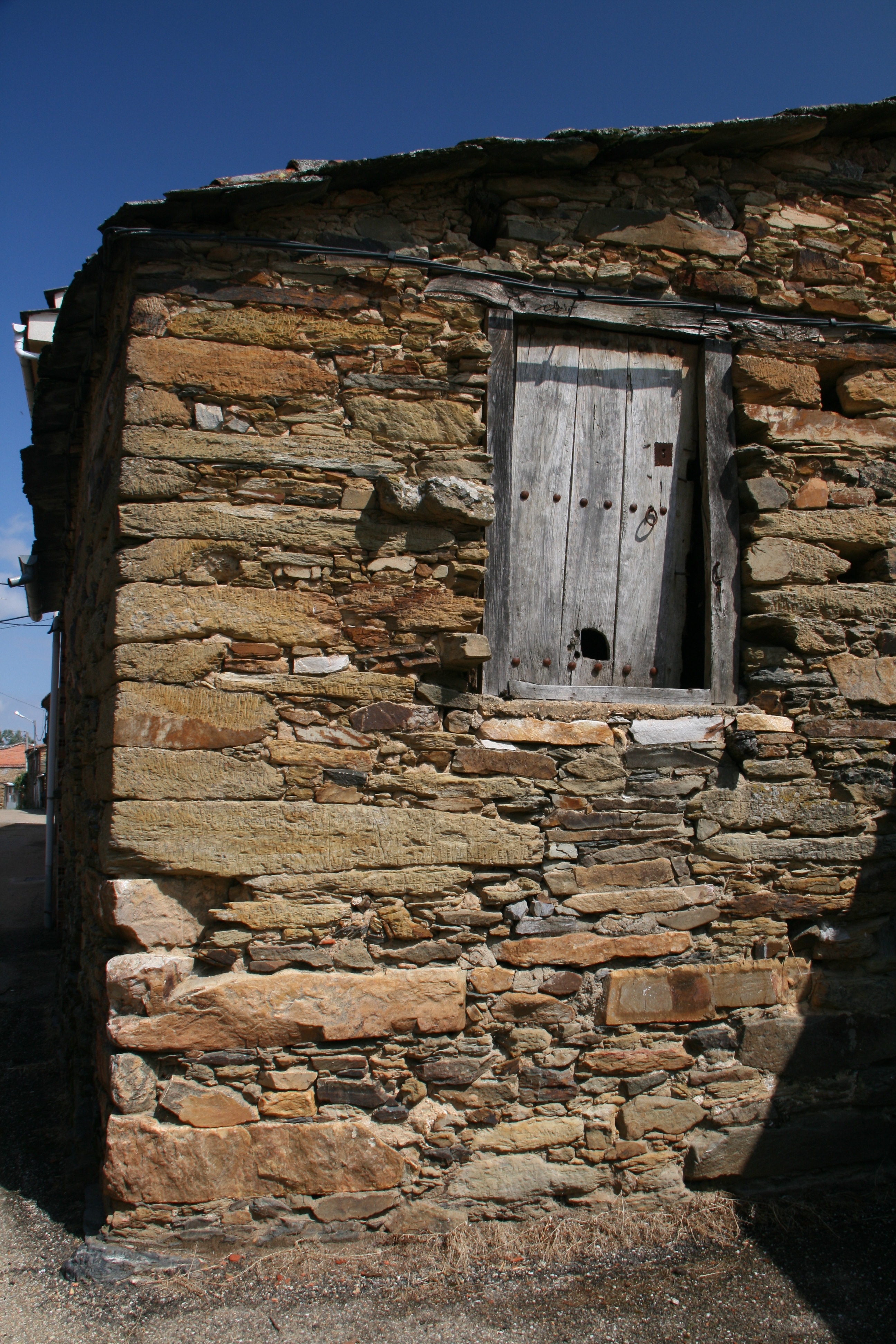
Pajar en Pobladura de Aliste, la puerta de madera a una cota elevada del suelo, permitía la carga desde la altura de un carro.

Los pajares son elementos arquitectónicos diseñados y preparados para el almacenamiento en seco de uno de los subproductos de la cadena de procesado de los cereales: la paja. Su almacenamiento permite que pueda ser empleada posteriormente, tanto en la alimentación del ganado de labor (mezclado con los piensos), como en el acondicionmiento de los establos (estabulación). Los sobrantes de este doble uso ganadero genera abono y compost, que finalmente se re-emplea en la siembra del año siguiente, cerrando de esta forma el ciclo agrícola.  
Los pajares se encuentran cercanos a las eras y generalmente a orillas de la red de carreteras o accesos al pueblo. Permiten de esta forma a los carros y otros medios de transporte la distribución de su contenido. La era es el lugar donde se procesa el cereal, se acumula en las parvas y se extiende sobre la horizontalidad de la era para que sea desmenuzado y cortado mediante el uso de trillos que hasta que acaba acumulándose para ser cribado (separando el grano de la paja). La paja puede empacarse, o simplemente acumularse para ser depositada finalmente en el pajar. Dependerá de lo moderno que resulte la maquinaria implicada en el proceso (cosechadoras). La paja se lleva al pajar mediante carros o tractores y se llena mediante el volcado de la misma en el interior del pajar. La extracción de la paja se suele hacer en pequeñas cantidades y su volumen no llega a alcanzar al par de sacos en cada vez.  
Las características arquitectónicas de los pajares suele ser idéntica en la mayoría de los casos, las plantas suelen ser rectangulares. La edificación suele ser prismática y la crujía suele ser de único volumen, es decir sin espacios compartimentados. No suelen ser edificaciones altas (entre los tres metros de altura), por lo que se extienden en horizontal. El material empleado en los paramentos es tapial, combinado con piedra. Apenas tienen vanos en las paredes. Las cubiertas suelen ser de teja dispuesta a un agua.